# Burgthann

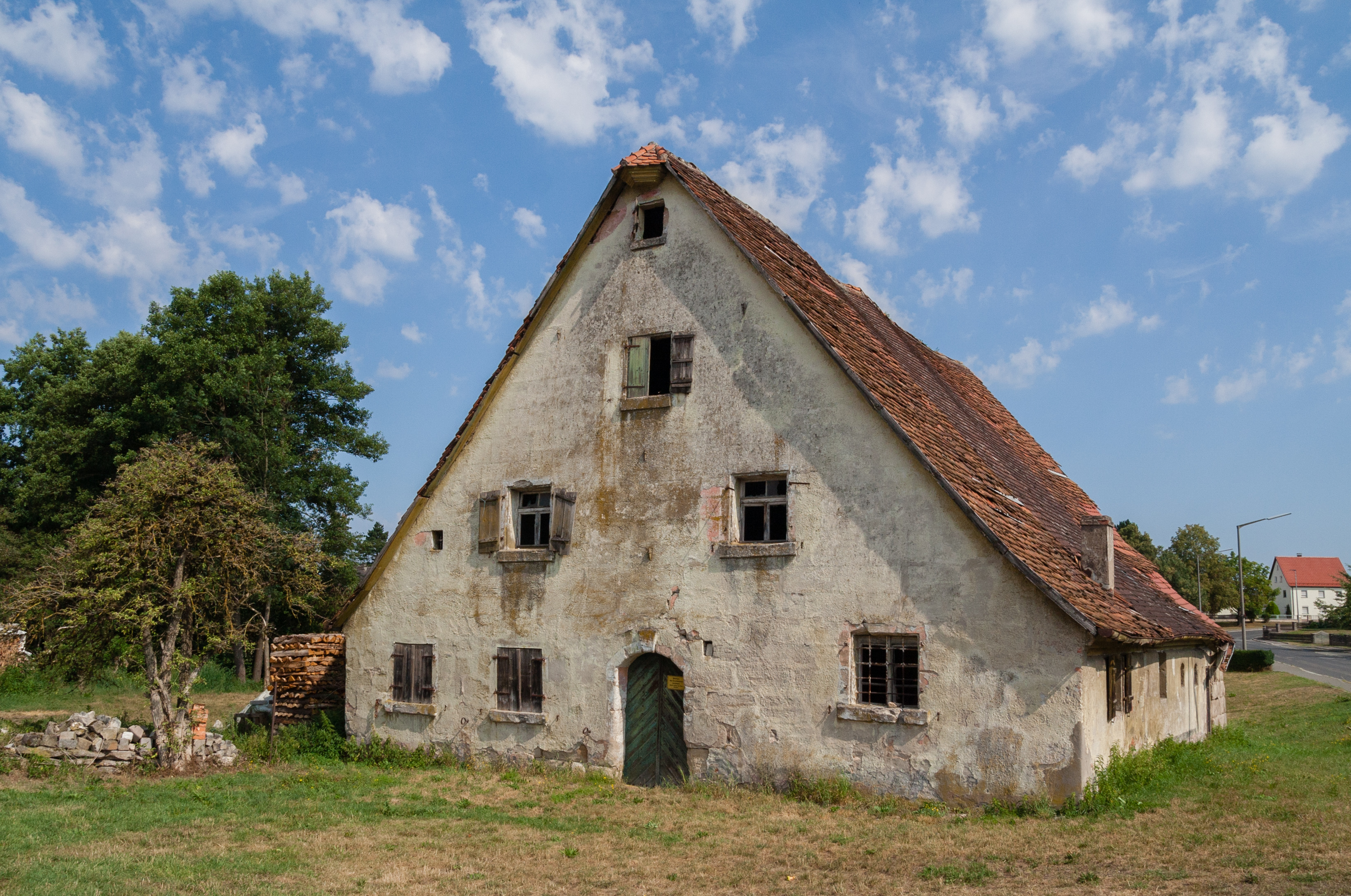
Ancienne ferme à Burgthann. Photo aout 2018.

Burgthann est une commune de Bavière (Allemagne), située dans l'arrondissement du Pays-de-Nuremberg, dans le district de Moyenne-Franconie.
Burgthann est jumelée en France avec Châteauponsac.